# Московский военно-революционный комитет
Московский военно-революционный комитет (МВРК) — незаконный орган Московских советов рабочих и солдатских депутатов, контролируемый РСДРП(б), по руководству вооружённым восстанием в Москве. После победы восстания действовал некоторое время в качестве высшего органа исполнительной власти в московском регионе. Существовал с 7 по 27 ноября 1917 года.

## Создание комитета и руководство
Первоначально большевики планировали начать восстание одновременно в Петрограде и в Москве, и приступив к началу реализации плана восстания в Петрограде, ЦК поручило А. Ломову и В. Ногину сообщить об этом московскому областному бюро РСДРП(б). Однако отправить телеграмму Ногин смог только в 11 часов 45 минут, когда практически весь Петроград уже был под контролем восставших.
Как и в Петрограде, в Москве большевики предполагали провести восстание от имени Совета, что обеспечивало сохранение «легальности» и придавало их действиям форму самозащиты, позволяя надеяться на возможность таким образом именем Совета вывести на улицы гарнизон. В связи с этим руководство большевиков приняло решение о создании на основе Советов особого центра для «защиты завоеваний революции от натиска контрреволюционных сил», с участием фракций всех социалистических партий.
Днем 25 октября состоялось заседание бюро всех фракций Московского Совета рабочих депутатов с участием большевиков. А также присутствовали городской голова В. В. Руднев и полковник К. И. Рябцев, которые вскоре будут командовать противодействием восстанию. На заседании эсеры и меньшевики предложили создать «временный демократически-революционный орган» для борьбы против «контрреволюции» и способствования революционному порядку, в который бы входили не только представители Советов, но и городского самоуправления и штаба военного округа. Большевики не отвергли это предложение, а согласились обсудить в своей фракции, это было воспринято как предварительное согласие.
В тот же день в 17 часов в Политехническом музее открылось соединённое заседание Московского Совета рабочих депутатов и Совета солдатских депутатов, прения на котором затянулись до глубокой ночи. Причиной споров стало новое предложение большевиков, в соответствии с которым задачи комитета резко изменялись, и организация комитета для поддержки Петроградского совета становилась уже этапом взятия власти в руки Советов.
Представительница эсеров Е. М. Ратнер считала, что создание комитета помешает созыву Учредительного собрания, меньшевик И. А. Исув также выступил против предложения большевиков. Тем не менее большинство собравшихся в Политехническом музее депутатов проголосовало за чёткое и ясное предложение большевиков, а не за расплывчатую и двойственную позицию других левых партий. В итоге 394 голосами против 106 при 23 воздержавшихся ВРК был санкционирован Московским Советом.
В его составе было 7 членов и 6 кандидатов. От большевиков: члены — А. Ломов (Г. И. Оппоков), В. М. Смирнов, Г. А. Усиевич, Н. И. Муралов, кандидаты — А. Я. Аросев, П. Н. Мостовенко, А. И. Рыков и С. Я. Будзинский; от меньшевиков: члены — М. И. Тейтельбаум, М. Ф. Николаев; от объединённых интернационалистов — И. Ф. Константинов. По сообщению ряда источников, кандидаты от объединенцев — Л. Е. Гальперин (Коняга) и В. Я. Ясенев, но по мнению историка С. П. Мельгунова, фамилия кандидата от меньшевиков — Гальперн, от объединенцев — Ясенко.
Эсеры не участвовали в голосовании и отказались войти в состав ВРК, меньшевики заявили устами А. А. Югова, что входят в него не для того, чтобы содействовать захвату власти, а преследовали цель внутри комитета бороться с «безумной авантюрой» и смягчать удары, которые «падут на головы демократии».
В связи с большим объёмом работы, с которым не справлялись избранные члены МВРК, в его состав было кооптировано более 20 человек. Среди них большевики: начальник штаба Красной Гвардии А. С. Ведерников, А. П. Розенгольц, а также члены Исполкома Моссовета П. Г. Смидович, Е. Н. Игнатов, представители профсоюзов Г. Н. Мельничанский, М. В. Рыкунов, П. И. Кушнер, представитель временного комитета солдатских депутатов («десятки») С. А. Сава-Степняк, Н. И. Плеханов, эсер-максималист (впоследствии большевик) С. Л. Пупко.
При МВРК был создан штаб для военно-оперативного руководства восстанием (Смирнов, Аросев, А. М. Альтер). В течение 25—27 октября (7—9 ноября) во всех районах города были организованы ВРК, состоявшие в основном из большевиков. Работу большевиков в МВРК контролировал Боевой партийный центр, избранный объединённым заседанием Московского областного бюро, Московского окружного комитета и МК РСДРП(б) утром 25 октября (7 ноября).

## Вооружённое восстание
Днем 25 октября Боевой партийный центр большевиков начал силовые действия с занятия своими патрулям городского почтамта. Также было издано распоряжение «о прекращении выхода „буржуазных“ газет» способом силового занятия соответствующих типографий.
26 октября МВРК начал подготовку к восстанию, одновременно начав переговоры с Комитетом общественной безопасности. 27 октября (9 ноября) полковник Рябцев выдвинул ультиматум о роспуске МВРК и выводе войск из Кремля. МВРК отклонил требование меньшевиков о соглашении с Комитетом общественной безопасности, после чего они вышли из состава МВРК, впоследствии из него вышли и представители объединенцев. В тот же день начались боевые действия, в результате которых войска Рябцева заняли Кремль. 28 октября возникла угроза захвата здания Моссовета на Тверской улице, в котором находился МВРК. Затем революционные силы начали постепенно достигать успеха, но по требованию Викжеля с 30 октября МВРК согласился объявить перемирие. Перемирие было скоро нарушено, и МВРК был отдан приказ о применении артиллерии. В ночь со 2 на 3 ноября юнкера и «белая гвардия» сложили оружие. 2 (15) ноября МВРК издал приказ о прекращении огня и о победе революции.

## После победы восстания
Московский ВРК 3 ноября на вечернем заседании принял постановление о реорганизации городской думы. 5 ноября 1917 г. дума перестала существовать. Управление городским хозяйством перешло в руки Совета районных дум.
Московский ВРК сместил прежнее командование Московским военным округом, назначив командующим Н. Муралова, его помощником А. Аросева и начальником штаба А. Морозова. На самые важные участки ВРК направил своих комиссаров: в районы и подрайоны, в учреждения, в воинские части, на железную дорогу, в провинцию. 4 ноября 1917 г. совместное заседание Московского ВРК и представителей районных военно-революционных комитетов вынесло решение о принятии мер по наведению революционного порядка в городе. Охрана порядка возлагалась на Красную гвардию и милицию.
Вопрос об организационных основах новой власти в городе бурно обсуждался в Московском ВРК, так как в этот же период большевики вели переговоры об образовании правительства с другими социалистическими партиями. Он стоял на повестке дня заседаний ВРК 3 и 4 ноября. Московский комитет большевиков и Военно-революционный комитет начали переговоры с левыми эсерами и объединёнными интернационалистами, 5 ноября состоялось совещание представителей МК с представителями этих партий. Представители партий согласились войти в коалицию с большевиками и поддержали идею передачи власти в Москве Советам.
Межпартийное совещание с участием представителей пяти социалистических партий и ВРК было созвано 6 ноября. Правые эсеры требовали отмены роспуска городской думы, меньшевики — восстановления демократических свобод. Большевики отказались выполнить эти требования, вскоре меньшевики и правые эсеры покинули заседание. 7 ноября заседание исполкома Московского Совета рабочих депутатов, вопреки возражениям меньшевиков, приняло резолюцию о том, что Советы являются единственными революционными органами власти.
По мере расширения сферы деятельности новых органов власти — Советов, функции военно-революционных комитетов сужались. Поэтому 12 ноября общее собрание военно-революционных комитетов Москвы приняло решение об их роспуске. 14 (27) ноября Московский ВРК собрался на своё последнее заседание, затем руководство политической и хозяйственной жизнью города перешло в руки Московского Совета рабочих и солдатских депутатов, образованного в тот же день в результате слияния существовавших отдельно Совета рабочих депутатов и Совета солдатских депутатов.